# Eliana & Alegria
Eliana e Alegria foi um programa infantil da Record, sendo o primeiro de Eliana no canal. Estreou em 12 de outubro de 1998 na faixa das 9h da manhã. Era exibido de segunda à sexta-feira, inicialmente durante as manhãs e posteriormente, durante as tardes, faixa no qual foi reformulado no ano de 2002, penúltimo ano do programa.
No ano de 1998, a Record tentava consolidar novamente uma programação infantil, praticamente desativada desde o começo daquele ano após o fim do programa Mundo Maravilha. Assim, com a contratação de Eliana, que fazia sucesso no SBT com o Eliana & Cia, a Record abriu novamente espaço no segmento, fazendo a emissora conseguir a liderança de audiência por um curto período de tempo.
O programa era composto por brincadeiras, matérias externas, experiências e desenhos animados. Entre os personagens recorrentes, estavam: Chiquinho (Edílson Oliveira), Pitoco, os bonecos Bebê Alegria, Vovô Alegria e Nhoc.

## História

### 1ª fase
Em 12 de outubro de 1998, no exato dia das crianças, estreava às 9 da manhã o primeiro Eliana e Alegria. Eliana conheceu sua nova casa e recebeu novos amigos: Chiquinho, Nhoc (personagem em alusão ao Melocoton), Vovô Alegria e Bebê Alegria, a família Alegria, que é composta por bonecos, que vivem no cenário do programa da Eliana. Ela só conversava com a família de monstrinhos ao passar por uma passagem secreta, na sala montada no cenário que era formada por pai, mãe e dois filhos. O programa tinha direção de Fernando Gomes e cenografia de Marcelo Oca. O programa se passava  nos diferentes ambientes de uma casa a apresentadora interpretava diferentes personagens em vinhetas educativas de até um minuto. Para ensinar as cores, por exemplo, Eliana se vestia de camaleão. Na semana de estreia, Eliana e Alegria foi apresentado sem intervalos.
Esta fase possuía o (mesmo) formato de seu programa infantil no SBT, o Eliana & Cia. mas, apresentava novos quadros. Entre os quadros anunciados, foram "O Goleiro", no qual o personagem-título era interpretado pela própria Eliana. Nele, era encenado um pênalti, como em um jogo de futebol. Só que a "bola', em vez de redonda, era quadrada. Em cada uma das faces do cubo, havia uma letra, com as quais Eliana ensinava a formar palavras. Outro quadro do programa era "Uma Janela para o Mundo", que dava informações sobre os mais diversos países do mundo. Eliana se vestia com trajes típicos dos países, revelando curiosidades regionais. Havia também o "Talento Kids", em que mostrava o talento entre as crianças e adolescentes. O programa ainda abordou temas como meio ambiente e o mundo animal. Assim como havia convidados especiais presentes.
Na temporada de 1998, o programa exibiu os desenhos Snoopy, Garfield, Os Novos Caça-Fantasmas,
A Pantera Cor-de-Rosa, Johnny Bravo, A Casa de Wizzie, Caillou, O Laboratório de Dexter, A vaca e o frango, Mambobambo, Arthur e Luluzinha.
O tempo destinado aos desenhos animados era pouco em comparação a programas similares da época porque Eliana acreditava que apenas ela seria capaz de dar audiência, o que não aconteceu, pois, nessa fase o índice de audiência era de apenas 3 pontos, esta audiência era considerada baixa já que a expectativa que a emissora tinha quanto a audiência do Eliana & Alegria era que desse pelo menos oito pontos. Com cinco pontos abaixo da meta, Eliana tinha metade da audiência que conquistava nos tempos do SBT e o programa ficava atrás da Globo e SBT já que o Angel Mix da Globo comandado por Angélica e o Bom Dia & Cia na época comandado por Jackeline Petkovic no SBT atingiam respectivamente sete e nove pontos com pico de 13.

### 2ª fase
Em 1999, o programa mudou de formato. Passou a ter uma plateia infantil com cerca de 50 crianças e também passou a ser ao vivo (e algumas vezes gravado), recebendo todos os dias cerca de 50 crianças para curtir juntos convidados especiais, além de brincadeiras, como a prova do desenho e a prova da música, que eram bem destacadas. A audiência aumentou com a estreia de Pokémon, em maior de 1999 - durante a exibição do desenho, o "Eliana e Alegria" atingia dois dígitos (o pico foi 14) e vencia a Rede Bandeirantes e o programa Angel Mix da Rede Globo e quando não vencia, ficava com a mesma média do Bom Dia & Cia, com a revista Veja usando como exemplo de como eram importantes os desenhos animados nos programas infantis. Inclusive, segundo dados apurados pelo jornal O Estado De São Paulo, o Eliana e Alegria dificilmente passava dos 3 pontos de média pelo fato de que das três apresentadoras infantis nas manhãs da época, Eliana era a que tinha menos desenhos animados em exibição, com a subida na audiência apenas durante o horário de Pokémon.
No entanto, segundo palavras da revista IstoÉ a apresentadora não dependia do desenho, pois sua boa atuação no Ibope acontecia antes e depois do anime ir ao ar quando Eliana estava em cena. A mídia da época destaca que o Eliana & Alegria não se escorava em desenhos animados como os programas concorrentes, mantendo-se no vídeo por mais de duas horas, algo que a própria apresentadora frisava, "são mais de duas horas ao vivo e 20 minutos de Pokémon. É injusto falar que só temos Ibope pelo desenho". Entretanto, quando Pokémon deixou de ser exibido no Eliana e Alegria, o Ibope do programa realmente caiu, voltando a registrar apenas 3 pontos de média.
Também neste período, estreavam os quadros Estação 2000, Plantão Eliana e Histórias da Natureza: com o biólogo Sérgio Rangel que trazia imagens reais de animais em seu habitat, o quadro mostrava a vida na natureza comentada pelos próprios bichos. Além de Pokémon, o programa exibia ainda outros desenhos como Garfield e Seus Amigos, Batman e Robin, Snoopy e Os Novos Caça-Fantasmas. Ainda em 1999 A Record adquiriu novos desenhos, entre eles O Laboratório de Dexter, A Vaca e o Frango e Recruta Zero.  Também em 1999, o Eliana & Alegria foi eleito "o pior programa infantil" numa pesquisa da Folha de S.Paulo, levando o Troféu Santa Clara, que premia o pior da TV brasileira.

### 3ª fase
Em 2000, o programa estreou em um novo cenário e formato que perdurou até 2003. Nessa época, o Eliana e Alegria teve sua audiência ampliada em 100%, consolidando-se como o programa que mais cresceu desde 1999, passando à liderança de audiência. O cenário era bem colorido, mantendo a plateia de crianças e seu famoso logotipo no chão (como nas edições anteriores). A cada semana, uma nova imagem da apresentadora era apresentada num totem do cenário. Foi nesta fase que Eliana estreou o uso do microfone da cor branca e estreou novas brincadeiras. Naquele ano, o Eliana e Alegria ganhou o prêmio de Melhor Programa Infantil da TV Press e foi considerado o melhor programa para as crianças pelo Editor Chefe da Folha que elogiou os quadros, os desenhos e os personagens da atração.  Nesta fase, a média de audiência foi de 7 pontos com pico de 12. Mas, muitas vezes tinha uma média pouco atrás do Bom Dia & Cia. e deixava o Angel Mix sob o comando de Angélica da Globo na terceira posição, fazendo com que mais tarde o programa global se reformulasse para o Bambuluá. Mas outras vezes ficava na liderança com a Globo, deixando o SBT na terceira posição. Entretanto no mês de agosto de 2000, o Eliana e Alegria perdia para o Bom Dia & Cia, pois o programa concorrente passou a ter uma média de 8 pontos com picos de 12 e até mesmo pico de 20, assumindo várias vezes a liderança no horário de segunda a sexta-feira. Outras vezes, o Eliana e Alegria conseguia os mesmos 8 pontos de média, registrando 15 de pico no Ibope.
Nessa época, além de exibir Pokémon, o programa teve a adição de Ultraman Tiga, Donkey Kong, Futurama e Beast Wars. Além dos seriados consagrados que são incorporados à programação da RecordTV, como Lassie e Rin-Tin-Tin.
Em 2001, estrearam novos quadros:
- Barão Costela: as crianças tem a missão de montar um esqueleto inteiro (osso em osso) e não deixar que o Barão Costela atrapalhe a sua montagem. Nessa brincadeira, as crianças conhecem um pouco mais do esqueleto humano.
- Lorota: ele veio para tentar levar a melhor para desbancar Chiquinho. Mas, acaba sempre levando tortas na cara, banhos de água fria e pagando pelas suas "traquinagens".
- Comando Maluco: uma tropa de soldados atrapalhados que divertiam o público infantil. Foi um projeto idealizado por Beto Carrero.

O programa contava ainda com a presença do Mágico Lipan. Nessa temporada, além dos personagens já existentes, o programa ganhou ainda novos bonecos como o Kinho, um macaquinho, a tartaruga Tati e o coelho Lico Ligeiro (Link do Vídeo no YouTube).
No ano de 2001, o Eliana & Alegria fez diversas viagens para trazer as mais variadas matérias para o público: Eliana, Chiquinho e Pitoco tiveram aulas de esqui na neve no Colorado (EUA); Eliana participou de um safári em Busch Gardens, na Flórida (EUA) e Chiquinho achou uma nova companheira: a macaca Kate. Eliana e Chiquinho visitaram a Espanha (Barcelona, Tarragona e Valência); Eliana e Sérgio Rangel visitaram o Pantanal Mato-Grossense.
No segundo semestre de 2001, com o esgotamento de Pokémon e a compra dos direitos do anime pela Rede Globo, os executivos da emissora tentaram substituí-lo pelo anime Sailor Moon. Porém, a audiência não foi a esperada e o programa obteve uma grande decaída em audiência. Nesta fase, a média de audiência foi de 3 pontos e ficava atrás do SBT já que Bom Dia & Cia oscilava entre 8 e 10 pontos, e o Bambuluá, sob o comando de Angélica na Globo, registrava 9 Pontos, deixando o Eliana e Alegria na terceira colocação.
O programa levou cerca de 632 votos como Pior Programa Infantil em votação feita na época pela Folha de S.Paulo que o colocou em terceiro lugar, sendo considerado pior que "Xuxa Park" e "Gente Inocente", mas ainda melhor que "Bambuluá" e "Bom Dia e Cia", os seus concorrentes diretos.
Em 2002, Eliana e Chiquinho foram para Bonito (MS) e para o México. Nessa época, o programa exibiu os desenhos Speed Racer, O Laboratório de Dexter, As Novas Aventuras de Batman e Os Ursinhos Carinhosos, além do seriado Sabrina.
A audiência ainda se matinha baixa e isso fez com que em julho de 2002, o programa passasse a ser exibido às tardes, no espaço antes ocupado pelo extinto Note e Anote com Claudete Troiano, que passou para a faixa matutina (pela manhã). Com a mudança, de início o programa marcou novamente bons números, deixando a Record à frente do SBT que exibia o programa Falando Francamente.

## Personagens do programa
- Chiquinho: Interpretado por Edílson Oliveira o personagem foi criado para que houvesse identificação dos meninos com o programa, aparecia sempre em esquetes humorísticas ao lado da apresentadora, fazia reportagens externas e ajudava nas brincadeiras como por exemplo na prova do desenho
- Bebê Alegria: Um boneco manipulado, era um bebê falante amigo de Eliana
- Vovô Alegria: Era o avô do bebê, tinha características de Albert Einsten como o cabelo arrepiado e Óculos fundo de garrafa, aparecia sempre nas experiências científicas uma vez que era um cientista
- Nhoc: O boneco foi criado para fazer frente com o personagem Melocoton do Bom Dia e Cia, não era um fantoche e era interpretado por um ator que vestia sua fantasia
- Pitoco: Sempre aparecia fantasiado satirizando os convidados do programa, falava pouco e geralmente aparecia em matérias e esquetes ao lado de Chiquinho.
- Kinho: Um macaco que aparecia sempre no quadro das charadas, não gostava de Eliana e sempre a desafiava para uma nova charada
- Tati: Amiga de Eliana era uma tartaruga apaixonada pelo Kinho que sempre a desprezava, pedia conselhos a Eliana para conquistar o Macaco.
- Lico Ligeiro: Era um coelho que usava aparelho nos dentes, foi criado pelo Bizólogo (Edílson Oliveira).
- Chico Santos: Uma sátira do apresentador Silvio Santos interpretado pelo próprio Chiqinho.
- Quintela Panela: Uma sátira a vendedores de produtos ambulantes dono da empresa Panela's Xopxô. Interpretado pelo Chiquinho.

## Quadros
- Barão Costela
- Comando Maluco
- Estação 2000
- Experiência do Dia
- Foguete Alegria
- Histórias da Natureza
- Lorota
- Plantão Eliana
- Qual é a Música?
- Talento Kids

## Atrações e Desenhos
- Arthur
- A Casa de Wimzie
- A Vaca e o Frango
- A Pantera Cor-de-Rosa
- Batman: A Série Animada
- Batman do Futuro
- Transformers: Beast Wars
- Transformers: Beast Machines
- Donkey Kong Country (série animada)
- Futurama
- Garfield e Seus Amigos
- Johnny Bravo
- O Laboratório de Dexter
- Os Novos Caça-Fantasmas
- Os Ursinhos Carinhosos
- Pokémon
- Pocket Dragon Adventures
- Recruta Zero
- Sabrina: Aprendiz de Feiticeira
- Sailor Moon R
- Superman: A Série Animada
- Simbad, o Marujo
- Snoopy
- Speed Racer
- Ultraman Tiga

## Musicas de fundo
Esses são os álbuns das musicas que foram usadas no programa e quadros.
- SCD 074 - Comic Collection 1
- SCD 095 - Jazzy Comicals
- SCD 106 - Comic Collection 2 - Whimsical
- SCD 165 - Comic Collection 4 - Period Slaps
- SCD 232 - Cartoonz!
- SCD 245 - Comic Collection 5 - Fun And Children
- Witch Doctor (1998)
- Let's Go Childish (1998)
- Yoko (1999)
- Aisy Waisy (1999)